# Ангарич
Ангарич — упразднённая железнодорожная станция (тип населённого пункта) в Сковородинском районе Амурской области России. На момент упразднения входила в состав Талданского сельсовета. В 2003 году исключена из учётных данных.

## География
Располагалась в горной таёжной местности, на перегоне Свободный — Сковородино, на расстоянии примерно 13 километров (по прямой) к востоку от станции Ульручьи.

## История
Законом Амурской области от 29 апреля 2003 года № 212-ОЗ, железнодорожная станция Ангарич исключена из учётных данных.

## Население
| 2002 |
| ---- |
| 0    |